# La Bâtie-Montsaléon

La Bâtie-Vieille este o comună în departamentul Hautes-Alpes, Franța. În 1 ianuarie 2022 avea o populație de 288 de locuitori.